# CF Brăila în sezonul 1980-1981

## Echipă
| Nr. |         | Poziție | Jucător           |
| --- | ------- | ------- | ----------------- |
| -   | România | P       | Șerban Trofin     |
| -   | România | P       | Nicolae Eftene    |
| -   | România | F       | Vasile Darie      |
| -   | România | F       | Ionel Moroianu    |
| -   | România | F       | Ilie Trifina      |
| -   | România | F       | Stelian Coman     |
| -   | România | F       | Ionel Panțuru     |
| -   | România | F       | Nicolae Mihalache |
| -   | România | M       | Gheorghe Huba     |
| -   | România | M       | Lică Luca         |
| -   | România | M       | Ionel Drăgoi      |
| -   | România | M       | Nicu Pârlog       |
| -   | România | M       | Ionel Iuga        |
| -   | România | A       | Mirel Arif        |
| -   | România | A       | Pamfil            |
| -   | România | A       | Grigore Traian    |
| -   | România | A       | Georgel Ologu     |
| -   | România | A       | Constantin Bezman |
| -   | România | A       | Dumitru Bulancea  |

## Transferuri

### Sosiri
| Post | Jucător    | De la echipa          | Sumă de transfer  | Dată |  | ---- |
| ---- | ---------- | --------------------- | ----------------- | ---- |  | ---- |
| M    | Ionel Iuga | Politehnica Timișoara | liber de contract | -    |  |      |

### Plecări
| Post | Jucător | De la echipa | Sumă de transfer | Dată |  | ---- |
| ---- | ------- | ------------ | ---------------- | ---- |  | ---- |